# Frederik Wandahl
Frederik Wandahl (né le 9 mai 2001 à Höllviken) est un coureur cycliste danois, membre de l'équipe Bora-Hansgrohe.

## Palmarès sur route

### Par année
- 2018
  -  Champion du Danemark sur route juniors
  -  Champion du Danemark du contre-la-montre par équipes juniors
  - 1re étape du Saarland Trofeo
  - 2e de la Johan Museeuw Classic
  - 5e du championnat du monde sur route juniors
- 2019
  -  Champion du Danemark du contre-la-montre par équipes juniors
  - 2e du championnat du Danemark sur route juniors
  - 2e du Trofeo Emilio Paganessi
  - 8e du championnat du monde sur route juniors
- 2021
  - 2e du championnat du Danemark sur route
- 2023
  - 8e de la Bretagne Classic
- 2024
  - 3e du championnat du Danemark sur route
- 2025
  - 5e d'Eschborn-Francfort

### Classements mondiaux
| Année                                 | 2021 | 2022 | 2023 | 2024 |
| ------------------------------------- | ---- | ---- | ---- | ---- |
| Classement mondial                    | 687e | 492e | 488e | 287e |
| UCI Europe Tour                       | 545e | 391e | nc   | nc   |
|                                       |      |      |      |      |
| Légende : nc = non classéSource : UCI |      |      |      |      |

## Palmarès sur piste

### Championnats du monde juniors
- Aigle 2018
  -  Médaillé d'argent de l'omnium juniors

### Championnats nationaux
- 2017
  -  Champion du Danemark de course aux points juniors
  - 2e du championnat du Danemark de poursuite juniors
  - 2e du championnat du Danemark de l'omnium juniors
  - 3e du championnat du Danemark de course aux points juniors
- 2018
  -  Champion du Danemark de course aux points juniors
  -  Champion du Danemark du kilomètre juniors
  -  Champion du Danemark de l'américaine juniors (avec Victor Desimpelaere)
  -  Champion du Danemark du scratch juniors
  -  Champion du Danemark de poursuite par équipes juniors (avec Matias Malmberg, Ludvig Wacker et Victor Desimpaelaere)
  -  Champion du Danemark de l'omnium juniors
- 2019
  -  Champion du Danemark de poursuite par équipes (avec Tobias Lund Andresen, Victor Desimpelaere et William Blume Levy)
- 2020
  -  Champion du Danemark du scratch
  - 2e du championnat du Danemark de l'omnium